# Apollinare di Alessandria (patriarca)
Apollinare (... – 569), è stato papa e patriarca greco-ortodosso di Alessandria e di tutta l'Africa tra il 551 e il 569.
Fu arcivescovo di Alessandria e comandante della città su ordine dell'imperatore Giustiniano. Questa connotazione politica suscitò reazioni in tutta la Chiesa. Partecipò al quinto concilio ecumenico nel 553 e ne sottoscrisse gli atti.